# Ciao, Charlie
Ciao, Charlie (Goodbye Charlie) è un film del 1964 diretto da Vincente Minnelli.

## Trama
A Hollywood, il produttore cinematografico ungherese Sir Leopold Sartori scopre lo scrittore Charlie Sorrel in compagnia di Rusty, sua moglie, e lo uccide. Poco tempo dopo, Bruce Minton III mentre passeggia sulla spiaggia, trova una donna in evidente stato confusionale, che inizialmente non ricorda nulla se non l'indirizzo della residenza di Charlie.
Il giorno dopo la donna ritrova la memoria e si rende conto di essere Charlie reincarnato. Dopo aver superato lo shock, convince il suo migliore (nonché unico) amico George Tracy, della sua identità. Dal momento in cui lei riesce ad accettare la situazione, cominciano a sorgere numerosi problemi e complicazioni fino a che lei decide di approfittare della situazione che si è venuta a creare, sempre con l'aiuto riluttante di Tracy.
Charlie ha cambiato sesso, ma non può cambiare il suo destino e alla fine viene ucciso un'altra volta, per essere reincarnato di nuovo, questa volta in un cane.